# Sara Jovanović
Sara Jovanović, (srbsky Сара Јовановић; * 29. října 1993, Řím, Itálie) též známá jako Sara Jo, je srbská zpěvačka narozená v Itálii. Do popředí se v národních médiích dostala jako soutěžící v druhé sezóně srbské talentové pěvecké soutěže Prvi glas Srbije (Први глас Србије), což je obdoba soutěže The Voice (Hlas). Jako součást bývalé dívčí skupiny Moje 3, spolu s Mirnou Radulović (Мирна Радуловић) a Nevenou Božović (Невена Божовић) reprezentovala Srbsko na Eurovizi 2013 s písní "Ljubav je svuda".

## Kariéra

### Mládí a začátek kariéry
Sara se narodila 29. října 1993 v italském Římě srbským rodičům Sašоvi а Jovaně, vyrůstala v rodině, kde se mluvilo jak srbsky, tak i italsky. Její rané dětství strávila v Itálii. Její rodina se přestěhovala z Říma zpátky do srbského Bělehradu, když Saře bylo 15 let a mluvila lépe italsky než srbsky. Nicméně, brzy vylepšila svou gramatiku a začala zpívat srbsky. Největší vliv na ní měly hvězdy jako Beyoncé, Rihanna, Jessie J, Leona Lewis, Christina Aguilera nebo Amy Winehouse. Také je školená v klasickém baletu, současném baletu a v hip hopovém tanci.
Na začátku roku 2011 Sara umístila na svůj oficiální kanál Youtube své covery písně "Halo" od Beyoncé a "Someone like You" od zpěvačky Adele v zájmu zúčastnit hudební soutěže organizované srbským časopisem Story. Následně soutěž vyhrála a jako cenu nahrála svůj debutový singl "Zauvek" (Navždy), autorem písně je Aleksandra Milutinovic. Sara zpropagovala píseň v populární srbské talk show Veče sa Ivanom Ivanovićem.
V roce 2012 Sara sekundovala ve 4 písních vydaných rapperem MCN z jeho stejnejmeného debutového alba. Písně které nahráli nesli názvy "Ona", "Momenat" (Okamžik), "Ti i ja" (Ty a já) a "Neka ti lice prekrije smeh". Oficiální videokip pro píseň "Ti i ja" byl vydán 23. srpna 2013 na Youtube.

### Eurovision Song Contest a Prvi glas Srbije: 2012—
Sara se stala známější širšímu publiku v Srbsku jako soutěžící a vítězka 2. sezóny srbské hudební talentové show – Prvi glas Srbije (Први глас Србије), což je obdoba soutěže The Voice (Hlas). Úspěšně prošla konkurzem do bitevní fáze k postupu do živých vystoupení.
Během své účasti v Prvi glas Srbije se Sara stala dobře známou pro své divoké představení a taneční čísla. Na eliminaci byla nominována jednou, v semifinálové epizodě dne 12. ledna 2013, ale byl zachráněna soudci a pokročila do finále, kde se umístila na třetí.
Když byla v soutěži, zazpívala tato písně:
- Jessie J — "Domino"[16]
- Amy Winehouse — "Valerie"[17]
- Lady Gaga — "Poker Face"[18]
- Ceca — "Beograd"[19]
- Leona Lewis — "Run"[20]
- Rihanna — "S&M"[21]
- Tijana Bogićević — "Tražim"[22]
- Michael Sembello — "Maniac" / Tanja Bošković — "Tango smrti"[23]
- Aleksandra Kovač — "Da te volim" / Britney Spears — "I Love Rock 'N Roll"[24]
- Madonna — "Like a Prayer" / Aleksandra Radović — "Čuvaj moje srce" / Marija Šerifović — "Ne voliš je, znam"[13]
- Beyoncé Knowles — "End of Time" / Zemlja gruva — "Najlepše želje" / Eurythmics — "Sweet Dreams (Are Made of This)"[14]

Po skončení show, ona a 2 další finalistky (Nevena Božović and Mirna Radulović) se rozhodli zúčastnit Beosongu 2013. Saša Milošević Mare složil píseň a mezitím k ní Marina Tucaković napsala text. Poté až jejich píseň se kvalifikavala do národního kola Beosong, se rozhodli si říkat Moje 3. Nevena, Mirna a Sara si představili, že nemohou tvořit skupinu a mohou jen vystopovat jako trio pro Beosong a Eurovizi. Měli nejvíce hlasů v semifinále (10,994) a finále (25,959), vyhráli národní kolo Beosong a budou reprezentovat Srbsko na Eurovizi 2013 ve švédské Malmö. Po Eurovision Song Contest 2013 se trio Moje 3 rozdělilo.

### Sólová kariéra: 2013—
V červnu 2013 ona a její přítel Marko Mandić vydali "Ujutru" (Ráno). V červenci, měsíc později debutovala jako módní návrhářka, když vydala své kolekci triček, Sara Jo podle Filozofie, přes srbskou módní značku Filozofie.
Poté se zúčastnila show Tvoje Lice Zvuči Poznato (srbská verze pořadu Vaše tvář mi je povědomá!). Napodobovala ty to zpěváky a zpěvačky:
- Rihanna – "We Found Love"
- Oliver Mandić – "Ljuljaj me nežno"
- Milan Stanković – "Ovo je Balkan"
- Britney Spears – "Satisfaction", "Oops!... I Did It Again"
- Aleksandra Radović – "Kao so u moru"
- Miley Cyrus – "We Can't Stop", "Blurred Lines"
- Bebi Dol – "Brazil"
- Shakira – "Loca", "Waka Waka (This Time for Africa)"
- Liza Minnelliová – "Мoney"
- Katy Perry – "Unconditionally"
- Olivera Katarina – "Alaj mi je večeras po volji"
- Leona Lewis – "Bleeding Love"

Nakonec se v soutěži umístila na druhém místě, zvítězila Ana Kokić.

## Diskografie
- 2011 — "Zauvek" (Заувек)
- 2012 — "Ona", "Momenat", "Ti i Ja", "Neka ti lice prekrije smeh" (s rapperem MCN)
- 2013 — "Ljubav je svuda" (Љубав је свуда) (s Nevenou Božović a Mirnou Radulović)
- 2013 — "Ujutru" & Marko Mandić[35]
- 2013 — "Molio sam anđele" (S Tropico band, Dženan Lončaervić a Andrej Ilić)